# كأس الملك محمد الخامس
كأس محمد الخامس الدولي مسابقة دولية لأندية كرة القدم كانت تقام في مدينة الدار البيضاء في المغرب أُقيمت لأول مرة عام 1962، كان بطل أول نسخة نادي ستاد ريمس الفرنسي ، شارك فيها أفضل الفرق العالمية من قارتي أوروبا وأمريكا الجنوبية، أهمها ريال مدريد وبرشلونة وبايرن ميونخ الألماني وإنتر ميلان الإيطالي وبوكا جونيورز الأرجنتيني، يُعتبر نادي أتلتيكو مدريد الإسباني أكثر الفرق نجاحاً إذ حقق اللقب ثلاثة مرات. أُقيمت البطولة أغلب السنوات خلال الفترة بين عام 1962 حتى عام 1980، دون إقامتها أعوام 1971، 1973، و 1978، لكن خلال الفترة بين عامي 1981 حتى 1989 أقيمت فقط ثلاثة مرات أعوام 1986، 1988 و 1989 وكانت بطولة عام 1989 آخر دورة وتوقف بعدها إقامت تلك المسابقة، سُميت آخر ثلاثة نسخ من البطولة (1986، 1988، و 1989) بطولة الدار البيضاء بلإضافة للأندية العالمية التي شاركت في البطولة فقد كان يشارك فريق مغربي على الأقل في كل نسخة، ويعتبر نادي الوداد الرياضي الفريق المغربي الوحيد الذي حقق اللقب وكان ذلك عام 1979، في حين يبقى الجيش الملكي الفريق الأكثر مشاركة بهذه الكأس ب8 مشاركات والفريق المغربي الوحيد الذي وصل للنهائي مرتين.

## التاريخ والفكرة
ترجع فكرة تنظيم الكأس إلى أحمد النتيفي الذي حضر سنة 1960 دوري كرانزا الذي يُنظم بمدينة كاديس الإسبانية وأعجب بهذا الدوري وأهميته و مستوى مبارياته فراودته فكرة إمكانية تنظيم دوري مشابه بالمغرب تستفيد منه كرة القدم المغربية.
عرضأحمد النتيفي فكرته على المسؤولين فاعترضته عدة عوائق على رأسها نفور الحكومة من الفكرة وعدم تحمسها لها. غير أن تحمس أحمد النتيفي لفكرته جعلته يتشبث بها وعرضها على الملك الحسن الثاني كمشروع بعد وفاة محمد الخامس حيث قبلها الحسن الثاني وبتسديد نفقات البطولة من ماله الخاص.
كان دوري محمد الخامس في فترة مسؤولية أحمد النتيفي يُنظم بانتظام كل سنة إما في شهر يوليو أو أغسطس أو سبتمبر، إذ كان يتم استدعاء ثلاثة أندية من أفضل فرق كرة القدم في العالم يضاف إليها الفريق المغربي الذي أحرز بطولة المغرب في تلك السنة ويتبارى في مبارتي نصف نهاية ومبارتي ترتيب ونهاية.

## سجل الأبطال

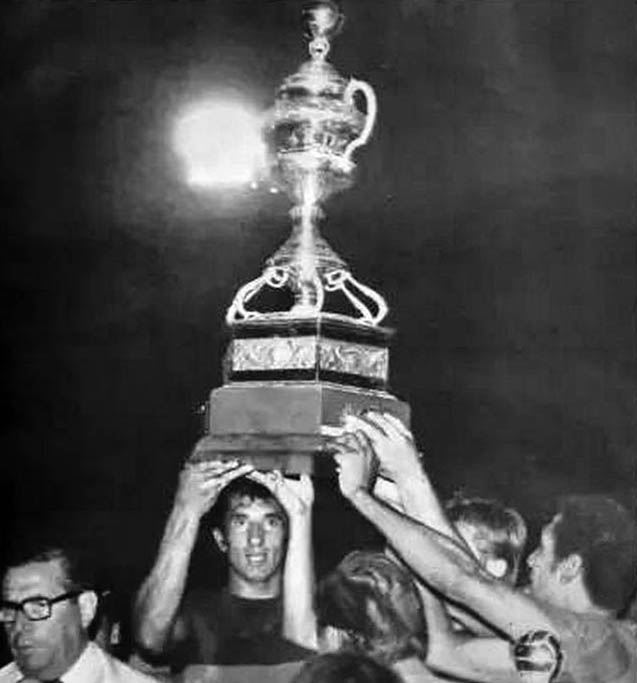
نادي بوكا جونيورز، الفائز بالبطولة عام 1964 بعد انتصاره في النهائي ضد ريال مدريد (2-1).

أصبح كأس محمد الخامس الدولي للأندية منذ انطلاقته سنة 1962 تقليدا رياضيا مغربيا، شاركت فيه عدة أندية كبيرة لها مكانتها في كرة القدم العالمية مثل: ريال مدريد ، إنتر ميلان ، برشلونة ، بايرن ميونيخ ، أتلتيكو مدريد ، ريمس الفرنسي ، نادي موناكو ، دينامو كييف ، ريال سرقسطة ، بوكا جونيورز ، ستاندارد لييج، وغيرهم.
يعتبر نادي الوداد الرياضي هو الفريق المغربي الوحيد الذي فاز بهذه الكأس وكان ذلك سنة 1979، حيث شارك في خمس نسخ سنوات 1966-1969-1976-1977-1979 واحتل في المشاركات الثلاث الأولى المرتبة الرابعة وفي المشاركة الرابعة احتل المرتبة الثالثة بينما في المشاركة الخامسة احتل المرتبة الأولى وفاز بالكأس.
| السنة | البطل               | الوصيف            | النتيجة      |
| ----- | ------------------- | ----------------- | ------------ |
| 1962  | نادي ستاد ريمس      | إنتر ميلان        | 2–1          |
| 1963  | نادي بارتيزان       | ريال سرقسطة       | 2–0          |
| 1964  | بوكا جونيور         | ريال مدريد        | 2–1          |
| 1965  | أتلتيكو مدريد       | نادي بارتيزان     | 5–0          |
| 1966  | ريال مدريد          | بوكا جونيور       | 1–1 (4–2 ج.) |
| 1967  | سسكا صوفيا          | نادي الجيش الملكي | 1–0          |
| 1968  | فلامينغو ريغاتاس    | نادي راسينغ       | 3–2          |
| 1969  | برشلونة             | بايرن ميونخ       | 2–2 (4–3 ج.) |
| 1970  | أتلتيكو مدريد       | نادي الجيش الملكي | 4–1          |
| 1972  | بايرن ميونخ         | نادي بارتيزان     | 3–2          |
| 1974  | بنيارول             | رتش شوروزو        | 1–0          |
| 1975  | نادي دينامو كييف    | نادي أويبست       | 3–2          |
| 1976  | أندرلخت             | نادي نيس          | 2–1          |
| 1977  | رومانيا             | تشيكوسلوفاكيا     | 2–1          |
| 1979  | نادي الوداد الرياضي | كانون ياوندي      | 1–1 (5–4 ج.) |
| 1980  | أتلتيكو مدريد       | إنترناسيونال      | 1–1 (5–4 ج.) |

### بطولة الدار البيضاء
| السنة | البطل         | الوصيف             | النتيجة      |
| ----- | ------------- | ------------------ | ------------ |
| 1986  | ستاندارد لييج | بورتو أليغرينزي    | 2–0          |
| 1988  | نادي موناكو   | حسنية أكادير       | 1–0          |
| 1989  | نادي سوشو     | الأولمبيك البيضاوي | 0–0 (4–3 ج.) |

## الأندية الفائزة حسب عدد المرات
| النادي              | البطل | الوصيف |
| ------------------- | ----- | ------ |
| أتلتيكو مدريد       | 3     | 0      |
| نادي بارتيزان       | 1     | 2      |
| ريال مدريد          | 1     | 1      |
| بايرن ميونخ         | 1     | 1      |
| بوكا جونيور         | 1     | 1      |
| نادي ستاد ريمس      | 1     | 0      |
| سسكا صوفيا          | 1     | 0      |
| فلامينغو ريغاتاس    | 1     | 0      |
| برشلونة             | 1     | 0      |
| بنيارول             | 1     | 0      |
| نادي دينامو كييف    | 1     | 0      |
| رويال أندرلخت       | 1     | 0      |
| رومانيا             | 1     | 0      |
| نادي الوداد الرياضي | 1     | 0      |

## الفرق الفائزة بالكأس
| الفرق الفائزة بالكأس | السنوات |
| -------------------- | ------- |
| نادي ستاد ريمس       | 1962    |
| نادي بارتيزان        | 1963    |
| بوكا جونيورز         | 1964    |
| أتلتيكو مدريد        | 1965    |
| ريال مدريد           | 1966    |
| النجم الأحمر بلغراد  | 1967    |
| نادي فلامنغو         | 1968    |
| نادي برشلونة         | 1969    |
| أتلتيكو مدريد        | 1970    |
| بايرن ميونخ          | 1972    |
| نادي بنيارول الرياضي | 1974    |
| نادي دينامو كييف     | 1975    |
| نادي رويال أندرلخت   | 1976    |
| منتخب رومانيا        | 1977    |
| نادي الوداد الرياضي  | 1979    |
| أتلتيكو مدريد        | 1980    |